# تیراندازی ماهی
تیراندازی ماهی (به انگلیسی: Shooting Fish) فیلمی محصول سال ۱۹۹۷ و به کارگردانی استفاان شوارتز است. در این فیلم بازیگرانی همچون دن فوترمن، استوارت توانسند، کیت بکینسیل، نیکلاس گریس، کلیر کاکس، رالف اینسون، دومنیک مافهام، پیتر کاپالدی، آنت کراسبی، جین لپوتی‌یر، فیلیس لوگان، تام چدبان، جافری وایت‌هد، نیکلاس وودسان و رووینا کوپر ایفای نقش کرده‌اند.